# Otto Rinke
Erich Otto Rinke, auch Otto Rau (* 1853 in Schmiegel; † 1899 in St. Louis) war ein deutscher Anarchist und Redakteur.

## Leben
Ausgebildet zum Schlosser, bereiste Rinke, auf der Suche nach Arbeit, Sachsen und Württemberg. Hier kam er in Kontakt mit der Arbeiterbewegung und radikalisierte sich zusehends. Als er zum Wehrdienst eingezogen wurde, desertierte er kurz darauf am 5. Dezember 1873. Seine Flucht führte ihn in die Schweiz, wo er in Bern und Genf Anstellungen als Schlosser fand. Zusammen mit Emil Werner trat er dem Sozialdemokratischen Verein Bern bei, wo er Zugang zu bakunistischen Kreisen erhielt. Er trat der Juraföderation bei und redigierte, zusammen mit August Reinsdorf und Emil Werner, vom 15. Juli 1876 bis 13. Oktober 1877 die Arbeiter-Zeitung.  Die meisten Artikel wurden dabei von Paul Brousse geschrieben und dann ins Deutsche übersetzt. Die Autoren bekannten sich darin zum Anarchokommunismus und zur Propaganda der Tat.
Rinke gründete zusammen mit Werner und Kropotkin die Anarchistisch-Kommunistische Partei Deutscher Sprache. In der Satzung der Gruppe heißt es, dass beabsichtigt wurde die verschiedenen Elemente der deutschsprachigen Völker, die anarchistisch-kommunistische Prinzipien anerkannten und die mit der Internationalen Arbeiterassoziation (IAA) in Verbindung standen, zu vereinigen. Nach einer Demonstration, bei der im Sinne der Propaganda der Tat eine rote Flagge gehisst wurde, wurden er, Werner und Brousse gezwungen Bern zu verlassen. Die rote Flagge war in der Schweiz als Emblem der Revolution nach der Pariser Kommune verboten worden.
Mit Werner reiste Rinke nach Belgien, um am IX. Kongress der Antiautoritären Internationale in Verviers und dem Sozialistischer Weltkongress der IAA in Gent teilzunehmen. Von da aus kehrte er unter dem Namen Otto Rau nach Deutschland zurück, wo er sich in München, Köln und Mannheim aufhielt. Nach kurzen Haftaufenthalten verließ er das Land wieder und ging nach Paris. Dort traf er den böhmischen Anarchisten Josef Peukert. Sie wurden zu lebenslangen Freunden und Leitfiguren innerhalb eines Flügels des anarchistischen deutschen Kommunismus in den kommenden Jahren.
1881 verbrachte Rinke den größten Teil seiner Zeit in Paris mit nur kurzen Streifzügen nach Deutschland und der Schweiz. Hier lernte er den deutschen Anarchisten Balthasar Grün kennen. Im Dezember desselben Jahres brachten Rinke und Werner die erste Ausgabe von Der Rebell, Organ der Anarchisten deutscher Sprache in Genf heraus. Diese wurde nach Deutschland geschmuggelt. Im März 1882 unternahmen Rinke und Grün eine Propagandatournee durch Deutschland. Sie wurden jedoch bald in Darmstadt festgenommen. Im September dieses Jahres beging Grün im Gefängnis Hanau Selbstmord. Rinke verbüßte im Ulmer Gefängnis eine Freiheitsstrafe.
Rinke ging dann im Oktober 1883 nach London. Dort druckte er die Zeitschrift Der Rebell in seiner Wohnung. Peukert übernahm dabei die meisten redaktionellen Aufgaben. Bis dahin hatte sich die Zeitschrift zum Organ aller deutschsprachigen Anarchisten erklärt. Im Oktober 1886 erschien die letzte Ausgabe. Zusammen mit Peukert richtete Rinke im November 1886 die Zeitung Die Autonomie gegen Johann Mosts Zeitschrift Freiheit. In der neuen Zeitung wurden hauptsächlich Nachrichten über die anarchistische Bewegung verbreitet. Später lernte Rinke den schottisch-deutschen Anarchisten John Henry Mackay kennen und ging mit ihm auf Reisen ins East End von London. Die Figur von Otto Trupp in Mackays Roman Die Anarchisten, der 1891 geschrieben wurde, ist Rinke nachempfunden.
Das Leben in London war für Rinke sehr schwierig. Er hatte keine feste Arbeit und musste eine Frau und zwei kleine Kinder unterstützen. In den Jahren 1888–1890 fand er jedoch eine feste Arbeit und es ging ihm besser. Rinke konnte erfolgreiche Einsätze für den Schmuggel seiner Zeitschrift nach Deutschland ausklügeln. Ein Zeichen seines Erfolges war die Tatsache, dass der Berliner Polizeipräsident von Richthofen schrieb, dass die Polizei nur wenige Exemplare der Zeitung konfiszieren konnte und auch niemanden verhaften konnte, der sie ins Land geschmuggelt hatte. Doch nun verfolgte die britische Polizei Anarchisten und schikanierte ihn.
Vor der Verfolgung floh Rinke 1890 in die USA und lebte zunächst in Elizabeth, New Jersey. Dort schloss er sich den Autonome Gruppen Amerikas an und veröffentlichte zusammen mit Peukert und Claus Timmermann in New York seine anarchokommunistische Zeitung Der Anarchist.
1896 zog Rinke nach St. Louis, wo er als Vorarbeiter in einer Fabrik arbeitete, die Elektromotoren produzierte. Er starb 1899 im Alter von 46 Jahren.